# Іловниця (Поморське воєводство)
Іловниця (пол. Iłownica) — село в Польщі, у гміні Лінево Косьцерського повіту Поморського воєводства.
Населення — 238 осіб (2011).
У 1975-1998 роках село належало до Гданського воєводства.

## Демографія
Демографічна структура станом на 31 березня 2011 року:
|          | Загалом | Допрацездатний вік | Працездатний вік | Постпрацездатний вік |
| -------- | ------- | ------------------ | ---------------- | -------------------- |
| Чоловіки | 119     | 25                 | 84               | 10                   |
| Жінки    | 119     | 28                 | 66               | 25                   |
| Разом    | 238     | 53                 | 150              | 35                   |